# Heršpice
Heršpice è un comune della Repubblica Ceca facente parte del distretto di Vyškov, nella regione della Moravia Meridionale.